# Zelená liška (usedlost)
Zelená liška (Grüner Fuchs) je zaniklý zájezdní hostinec v Praze 4 - Michli, který se nacházel na severním rohu ulic Budějovická a Hanusova v místech domu, který zdědil jeho číslo popisné 64, poblíž vršovické vodárenské věže v Michli. Po hostinci je pojmenována autobusová zastávka na Budějovické ulici, ulice Za Zelenou liškou a sídliště Zelená liška mezi ulicemi Budějovická, Olbrachtova a Na strži.

## Historie

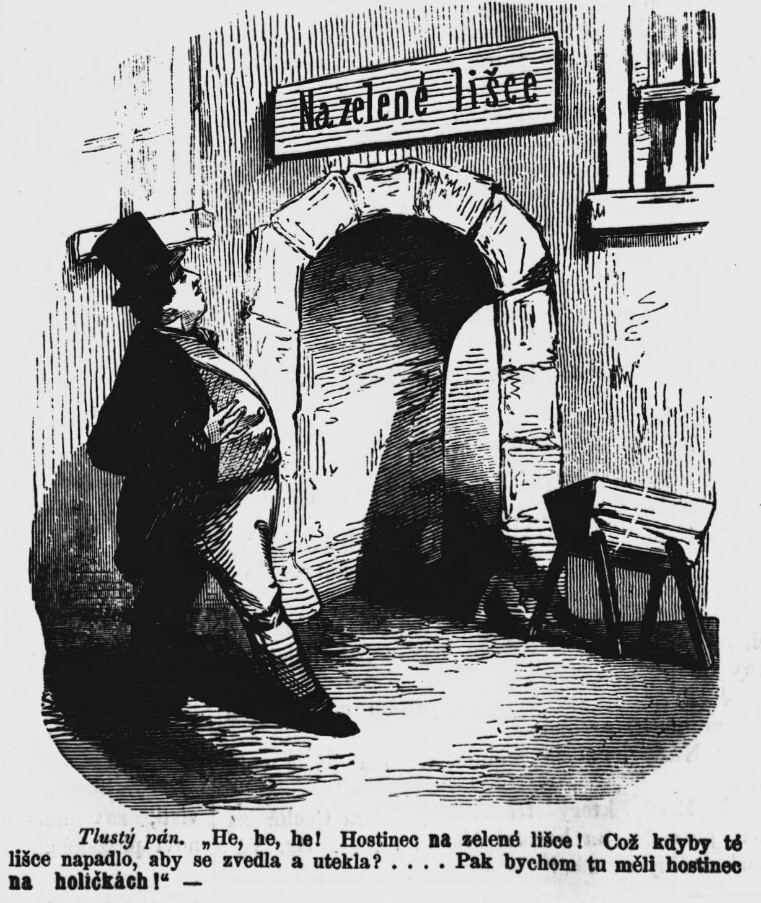
Humoristické listy 1860: Hostinec Na zelené lišce

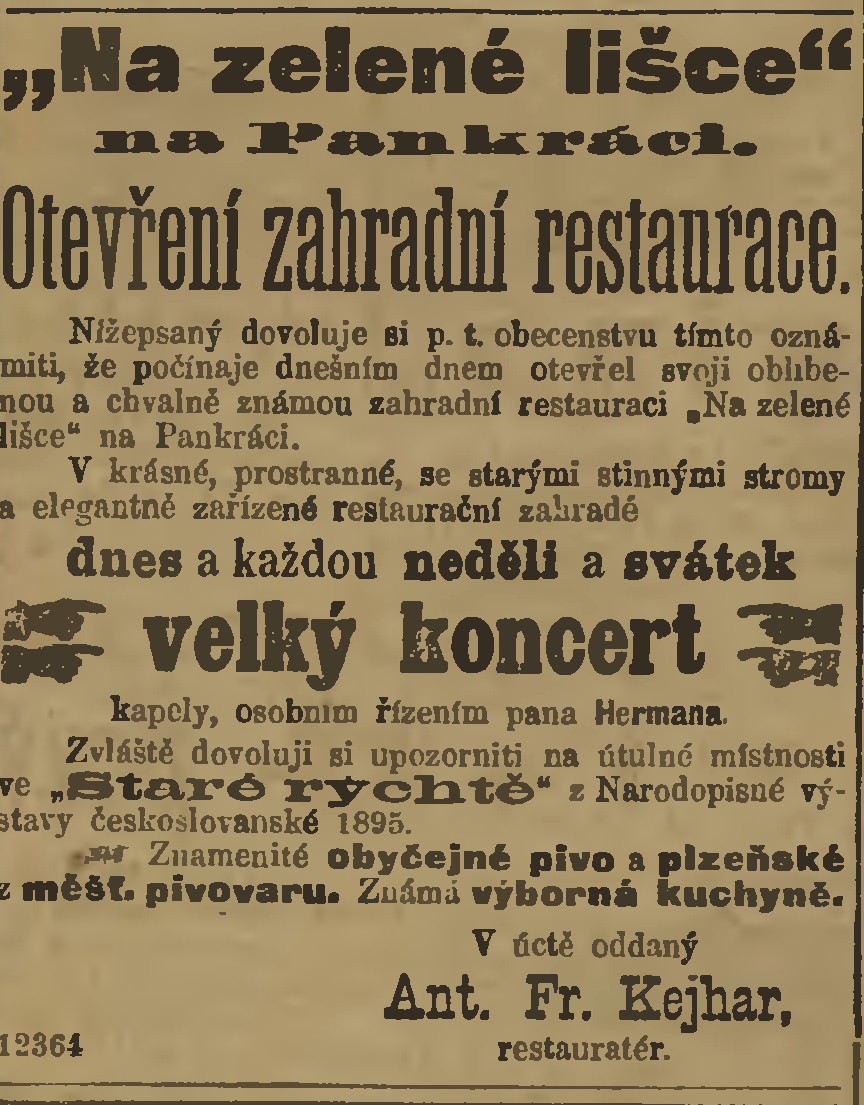
Inzerát hostince Na zelené lišce, 1899

Zájezdní hostinec s namalovanou zelenou liškou ve štítě zde vznikl před rokem 1720. Stál jižně od vsi Pankrác vlevo od cesty z Prahy do Benešova a Českých Budějovic, navazující na Táborskou ulici (silnici) v Nuslích a bylo možné v něm přepřáhnout koně a přenocovat.
Na konci 19. století usedlost koupila firma Saxl a vyráběla zde obuv. Od Saxlu koupil roku 1922 Zelenou lišku a přilehlé pozemky zbrojař Janeček, zakladatel firmy Jawa v Nuslích. Využil všechny prostory bývalého hostince a k nim přistavěl halu a další objekty. Továrna nesla název „Zbrojovka ing. F. Janeček“ a kromě kulometů vyráběla pro válečné účely ruční granáty.
Budovy bývalého hostince i továrny byly zbořeny; továrna Jawa (od roku 1953 Závody 9. května) se přeměnila v roce 1963 na závod Polovodiče oborového podniku ČKD); na jejich místě prodejní a administrativní budovy. Přestavěna, ale částečně zachována zůstala vstupní budova bývalé továrny Jawa na rohu ulic Budějovická a Hanusova.

## Původ názvu
Jak uvádí Servác Heller (1845–1922), pochází název od vyobrazení zelené lišky na dřevěném štítu, který původně visel venku nad vraty, Heller ho již pamatoval uvnitř hostince:
| „                     | ...nade dveřmi u vchodu starý malovaný obraz na podlouhém, obdélném a ozdobně vykrojeném prkně – zelená liška v postavení, jako kdyby se plížila za nějakou svůdně kynoucí kořistí. Obraz patrně velmi starý... Tento štít visel kdysi venku nad vraty, když „zelená liška“ byla ještě jenom nízký, ale táhlý přízemní domek. | “ |
| — Servác Heller, 1918 | |   |

Pojmenování Zelená liška má nejspíš základ v logičtějším názvu Zelená líska. Líska představuje zdrobnělinu archaického slova lícha, označujícího úzký pruh pole. O tom hovoří nedaleké historické místní názvy Za lískem, U lísku a Pod lískem v Michli. Dům Za lískem (dnes Batelovská 120/5) na smyčce tehdejší tramvajové trati vytvořil kulisu filmu Tam na konečné (1957), označení Lísek potom nesla zastávka tramvaje v ulici U smyčky (dnes Jihlavská). V současnosti se název promítá do nedaleké zastávky autobusu Lísek nebo pojmenování ulice a základní školy Na Líše.

## Umístění

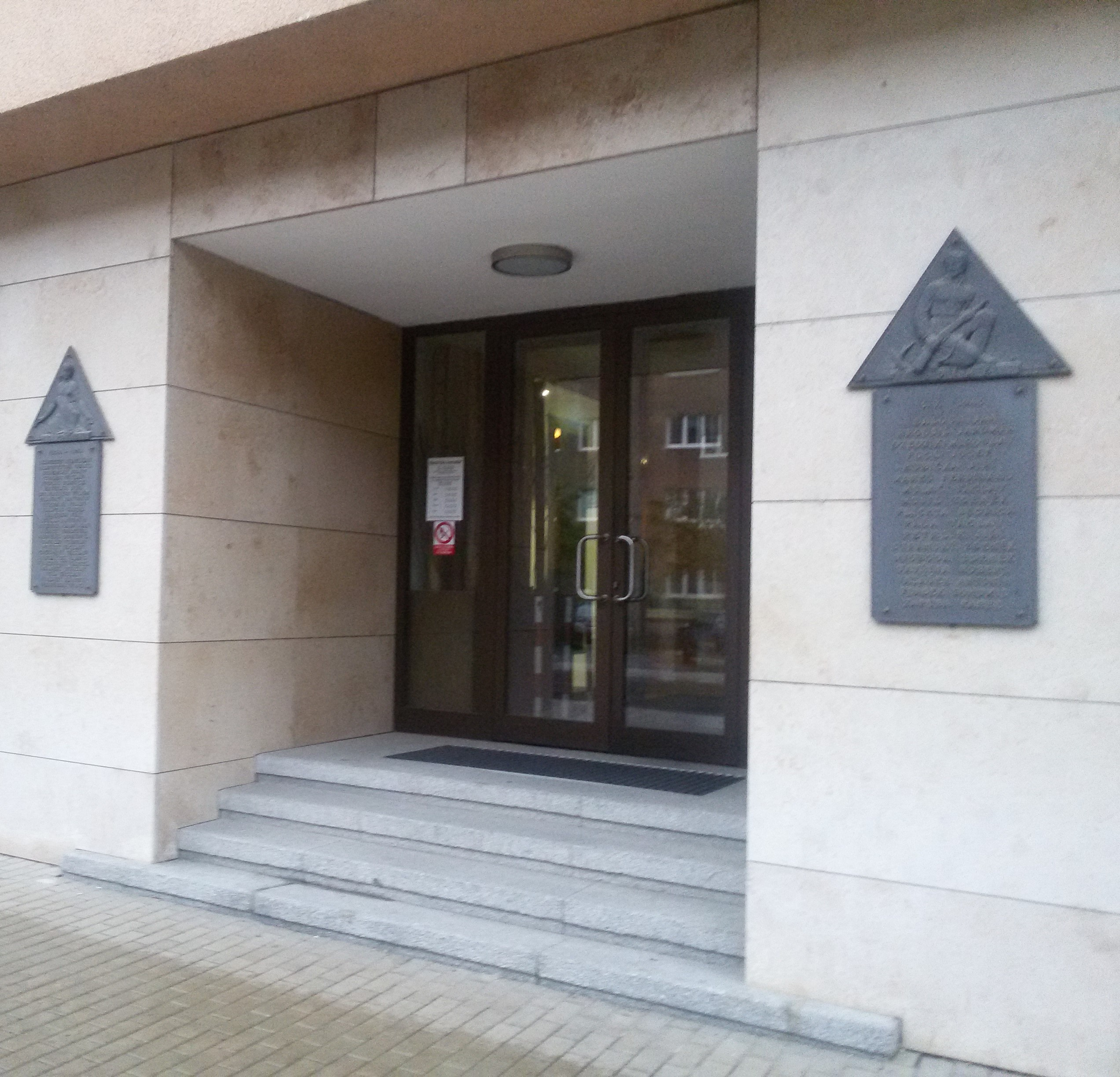
Zelená liška, vchod do býv. administrativní budovy Jawa (stav 2018)

Zatímco sídliště Zelená liška bylo postaveno jihozápadně od tehdejší Budějovické ulice (dnes 5. května), stála usedlost a restaurace Zelená liška, po které bylo sídliště pojmenováno, na druhé straně této komunikace. V době, kdy ulicí 5. května projížděly tramvaje (nahrazeny metrem), jmenovala se Zelená liška i zastávka tramvaje.